# Ruoppaat
Ruoppaat är en ö i Finland. Den ligger i sjön Iso-Tarjanne och i kommunen Virdois i den ekonomiska regionen  Övre Birkalands ekonomiska region  och landskapet Birkaland, i den södra delen av landet, 230 km norr om huvudstaden Helsingfors. Öns area är 1,7 hektar och dess största längd är 230 meter i sydöst-nordvästlig riktning.